# René-Louis Baire
René-Louis Baire (Parigi, 21 gennaio 1874 – Chambéry, 5 luglio 1932) è stato un matematico francese, noto per i suoi lavori sulla continuità, sui numeri irrazionali e sul concetto di limite.
Baire si è laureato all'École Normale Supérieure nel 1895, ed ha ivi ottenuto il Ph.D. nel 1899 con un'importante tesi riguardante le proprietà delle funzioni continue e limitate.
Nel 1902 ha ottenuto la cattedra all'Università di Montpellier, nel 1905 a Digione.
René Baire ha alternato la ricerca universitaria all'insegnamento nei licei, ed ha effettuato solo un numero limitato di pubblicazioni, sebbene di notevole rilevanza. La sua carriera accademica è stata resa difficile anche dalla sue cattive condizioni di salute. Diverse strutture topologiche portano il suo nome. Fra l'altro, si deve a Baire l'introduzione della nozione di continuità per funzioni a valori reali, ottenuta dalla simultaneità di semicontinuità inferiore e superiore.
Tra i suoi lavori più noti Théorie des nombres irrationels, des limites et de la continuité (1905), e Leçons sur les théories générales de l'analyse (1908), divenuto un classico della didattica dell'analisi matematica.